# De drie podagristen

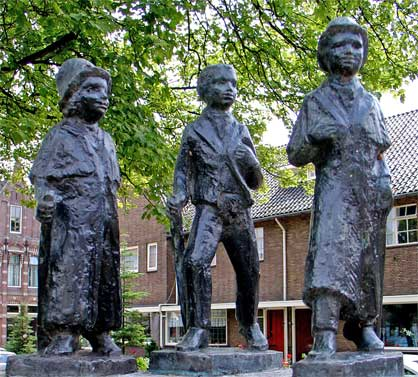
standbeeld "de drie podagristen" in Coevorden (door Charles Hammes)

De drie podagristen was het pseudoniem waaronder A.L. Lesturgeon (1815-1878, predikant te Oosterhesselen en Zweeloo), Dubbeld Hemsing van der Scheer (1791-1859, uitgever en schrijver te Coevorden) en Harm Boom (1810-1885, dagbladschrijver te Assen) vanaf 1842 hun reisverhalen publiceerden. Deze reisverhalen werden later onder hetzelfde pseudoniem gebundeld in "Drenthe in vlugtige omtrekken geschetst".
De drie schrijvers hadden een voetreis gemaakt van Bad Bentheim naar Assen. In Bad Bentheim hoopten zij genezing te vinden voor hun voetjicht (podagra). Vandaar de naam "de drie podagristen". Kennelijk was het bronwater van Bad Bentheim dusdanig geneeskrachtig, dat zij daarna in staat waren om de reis te voet naar Assen te maken.
Onderweg tekenden zij volksverhalen, dialectwoorden en andersoortige wetenswaardigheden op die zij in de vorm van een reisbeschrijving wereldkundig maakten. Het wordt overigens betwijfeld of zij alle drie deze voetreis hebben gemaakt. Maar desalniettemin kan hun werk gezien worden als het eerste belangrijke werk van Drentse bodem.
Volgens een van hen, Harm Boom, was met name Van der Scheer de motor van de culturele emancipatie van Drenthe in de negentiende eeuw en was Van der Scheer ook de bedenker van het idee om als "drie podagristen" Drenthe te bereizen en te beschrijven en ook de Drentsche Volksalmanak is door hem in het leven geroepen.
Een standbeeld van hen is te vinden in de vroegere vestingstad Coevorden. Pikant gelet op hun oordeel over vestingsteden (citaat uit een lezing van G.L.J. Huijser):

Een vesting is voor een vermoeide reiziger eene ware folterbank. Wij ondervonden dit eens in eene der vestingen in ons land op de droevigste wijze. 's Avonds hield het geroffel van de trommel, ’t dronkenmansgezang der soldaten (’t was die dag kerstmis) en ’t aanhoudend “werda” der schildwacht, bij elken klokslag, ons lang uit den slaap. Voeg daarbij ’t geknars der zwaaren en hooge poortdeuren op hare verroeste harren en ’t geratel der wagenwielen over hobbelige keien - voorts de ellende van een paar dozijn muizen, die achter het behang hun galoppade hielden, ’t geloei van een hongerig rundbeest, ’t gejank van een gros katten, die ’t zoo scheen de Maartse geneugten anticipeerden en gij hadt een kort overzicht van onzen deerniswaardigen toestand.